# Direction de la recherche fondamentale
 (septembre 2012).
Si vous disposez d'ouvrages ou d'articles de référence ou si vous connaissez des sites web de qualité traitant du thème abordé ici, merci de compléter l'article en donnant les références utiles à sa vérifiabilité et en les liant à la section « Notes et références ».
Pour les articles homonymes, voir DRF.
La Direction de la recherche fondamentale (DRF) est le pôle de recherche fondamentale du commissariat à l'Énergie atomique et aux Énergies alternatives en physique, en chimie et en biologie.
Créée le 1er janvier 2016, elle est issue de la fusion de la Direction des Sciences de la matière (DSM) et de la Direction des Sciences du vivant (DSV).
La DSM accueillait plus de 3800 collaborateurs dont 2 350 salariés permanents CEA, 750 salariés permanents CNRS et académiques, 450 étudiants en thèse et 300 post-doctorants.

## Recherches

### ex-DSM
La Direction des sciences de la matière (à l'origine « Institut de recherche fondamentale » créé en 1975) conduit ses recherches sur cinq grandes disciplines qui vont « de l’infiniment petit à l’infiniment grand » :
- les nanosciences et les sciences de la matière condensée ;
- les sciences du climat et de l’environnement ;
- l’étude des lois fondamentales de l’Univers : recherches en astrophysique et en physique des particules ;
- les lasers de ultra haute intensité ;
- les recherches sur la fusion par confinement magnétique.

En soutien de ces recherches, la direction des Sciences de la matière du CEA a acquis une forte compétence dans la conception et l’exploitation des Très grandes infrastructures de recherche (TGIR), comme le CERN à Genève, l’accélérateur Spiral2 du Ganil, les synchrotrons Soleil et l'European Synchrotron Radiation Facility, les réacteurs à haut flux de l'Institut Laue-Langevin et du Laboratoire Léon Brilloin, ITER ou encore le réseau ICOS de suivi des sources et puits de gaz à effet de serre.
Ses chercheurs publient plus de 2 500 articles par an dans des journaux internationaux à comité de lecture.
La partie valorisation est très présente, avec plus de 100 contrats actifs avec l’industrie. Environ 40 brevets sont déposés chaque année, et le portefeuilles global est de 370 brevets.

### ex-DSV
En 1963, à l’occasion d’une réorganisation du CEA, le service de biologie devient un département rattaché à l’Institut de recherche fondamentale dirigé par le physicien Jules Horowitz.
Le 1er mai 2007 les deux plates-formes nationales de génomique, le Génoscope - Centre national de séquençage (CNS) et le Centre national de génotypage (CNG) sont intégrées au CEA et constituent l'Institut de Génomique au sein de la Direction des Sciences du Vivant.
La Direction des sciences du vivant était plus axée vers la biologie, la médecine et les biotechnologies : biologie structurale, imagerie biomédicale, effet des rayonnements ionisants sur le vivant, sources d’énergie biomimétiques.

## Instituts
La Direction de la recherche fondamentale regroupe sept instituts de recherche issus de la DSM : 
- l’Institut de recherche sur la fusion par confinement magnétique (IRFM, ex-DRFC)[7] à Cadarache ;
- le Laboratoire des sciences du climat et de l'environnement (LSCE)[8] à Saclay ;
- l’Institut de recherche sur les lois fondamentales de l'univers (IRFU, ex-Dapnia) à Saclay ;
- l’Institut nanosciences et cryogénie (INAC, ex-DRFMC)[9] à Grenoble ;
- l’Institut rayonnement-matière de Saclay (IRAMIS) à Saclay[10] ;
- l’Institut de physique théorique (IPhT, ex-SPhT) à Saclay[11] ;

Auxquels se rajoute les instituts issus de la DSV :
- l'Institut de biosciences et biotechnologies d'Aix-Marseille (BIAM, ex-IBEB)[12],[13], Unité mixte de recherche (CEA, CNRS et Université d'Aix-Marseille) créé en 2004, à Cadarache ;
- l'Institut de biologie François-Jacob (JACOB, ex-IGé)[14] dont les départements de recherche (CNRGH et Genoscope) sont localisés principalement à Fontenay-aux-Roses, mais également à Évry et à Paris ;
- l'Institut des sciences du vivant Frédéric Joliot (JOLIOT)[15] à Saclay.

Et des unités sous tutelle du CEA ou en partenariat :
- le Grand accélérateur national d'ions lourds (Ganil) à Caen ;
- l'Institut de biologie structurale (IBS) à Grenoble ;
- l'Institut de biosciences et biotechnologies de Grenoble (BIG) à Grenoble.

## Direction

### ex-IRF puis DSM (1975-2015)
Les directeurs de cette unité, depuis sa création en tant que pôle de recherche fondamentale en physique et en chimie, ont successivement été :
- Jules Horowitz (1975)
- Daniel Cribier (1986)
- Robert Aymar (1990)
- Catherine Cesarsky (1994)
- François Gounand (1999)
- Yves Caristan (2004)
- Gabriele Fioni (2012)

### ex-DSV (1991-2015)
- Michel Suscillon[16] (1991)
- André Syrota[4] (1993)
- Gilles Bloch (2009)

### DRF
- Vincent Berger (2016)
- Elsa Cortijo (2019)
- Anne-Isabelle Etienvre (2023)